# Bleigny-le-Carreau
Bleigny-le-Carreau é uma comuna francesa na região administrativa de Borgonha-Franco-Condado, no departamento de Yonne. Estende-se por uma área de 10,09 km². Em 2010 a comuna tinha 296 habitantes (densidade: 29,3 hab./km²).